# Procés estacionari

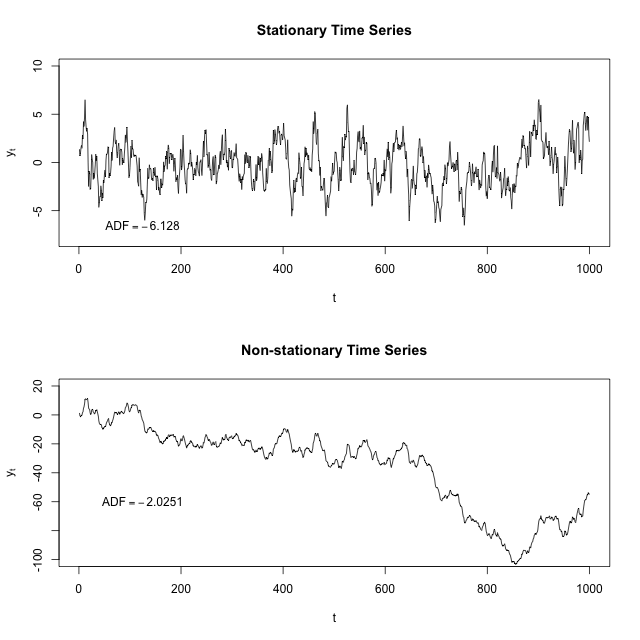
A dalt es mostren dos processos de sèrie temporal simulada, un estacionari i l'altre no estacionari.

En matemàtiques i estadística, un procés estacionari (o un procés estricte/estrictament estacionari o un procés fort/fortament estacionari) és un procés estocàstic la distribució de probabilitat conjunta incondicional del qual no canvia quan es desplaça en el temps. En conseqüència, paràmetres com la mitjana i la variància tampoc canvien amb el temps. Per tenir una intuïció de l'estacionarietat, es pot imaginar un pèndol sense fricció. Oscil·la cap endavant i cap enrere en un moviment oscil·latori, però l'amplitud i la freqüència es mantenen constants. Encara que el pèndol es mou, el procés és estacionari ja que les seves "estadístiques" són constants (freqüència i amplitud). Tanmateix, si s'aplicaria una força al pèndol (per exemple, la fricció amb l'aire), la freqüència o l'amplitud canviarien, fent que el procés no sigui estacionari.
Com que l'estacionarietat és un supòsit subjacent a molts procediments estadístics utilitzats en l'anàlisi de sèries temporals, les dades no estacionàries sovint es transformen per convertir-se en estacionàries. La causa més freqüent de violació de l'estacionarietat és una tendència a la mitjana, que pot ser deguda a la presència d'una arrel unitària o a una tendència determinista. En el primer cas d'una arrel unitària, els xocs estocàstics tenen efectes permanents i el procés no reverteix la mitjana. En l'últim cas d'una tendència determinista, el procés s'anomena procés estacionari de tendència, i els xocs estocàstics només tenen efectes transitoris després dels quals la variable tendeix cap a una mitjana en evolució determinista (no constant).